# 塔爾塔克 (巴拉尼夫卡區)
50°22′43″N 27°50′2″E / 50.37861°N 27.83389°E
塔爾塔克（烏克蘭語：Тартак），是烏克蘭北部的村莊，隸屬日托米爾州的茲維亞赫爾區。該村始建於1856年，面積10.59平方公里，海拔高度215米，2001年人口187，人口密度每平方公里17.66人。